# L'ombra del regne
L'ombra del regne (títol original en anglès, The Kingdom) és una pel·lícula de thriller d'acció del 2007 dirigida per Peter Berg i protagonitzada per Jamie Foxx, Chris Cooper i Jennifer Garner. La pel·lícula està ambientada a l'Aràbia Saudita i es basa en l'atemptat de 1996 al complex d'habitatges d'al-Khubar, també en la massacre de la mateix ciutat de 2004 i els dos bombardeigs de 2003 a quatre complexos a Riad. Es va estrenar als Estats Units el 28 de setembre de 2007. S'ha doblat al català.